# ロスコヴェツ
ロスコヴェツ（アルバニア語: Roskovec, Roskoveci）はアルバニアのフィエル州の基礎自治体と町である。2015年に旧基礎自治体のロスコヴェツ、クマン、クルヤンおよびストルムが合体した。ロスコヴェツ町が基礎自治体庁所在地。2023年に基礎自治体の人口は16,332人であり、町の人口は4,078人だった。